# Jesahel - Una storia lunga 20 anni
Jesahel - Una storia lunga 20 anni è la prima raccolta del gruppo musicale italiano Delirium, pubblicata nel 1996.

## Descrizione
A distanza di più di vent'anni dall'inizio dell'avventura musicale del gruppo e a quasi ventidue anni dall'ultimo album registrato in studio, i Delirium decidono di incidere una raccolta che comprende cinque brani inseriti negli album precedenti e cinque brani inediti.

## Tracce
1. Jesahel – 3:46
2. Haum – 3:25
3. Canto di Osanna – 4:42
4. Jerico – 4:14
5. Dolce acqua – 5:48
6. Favola o storia del lago di Kriss – 4:26
7. Signora della notte – 4:08
8. Sola – 4:24
9. Musicalità – 4:17
10. Più tempo Per sognare – 4:12

Durata totale: 43:22

## Formazione
- Marcello Reale - basso
- Peppino Di Santo - batteria, voce
- Rino Dimopoli - voce, flauto, tastiere, chitarra